# Militära grader på Island
Militära grader på Island visar den hierarkiska ordningen i den Íslenska Friðargæslan. 

## Tjänstegrader och gradbeteckningar
| NATO kod | Grad             | Gradbeteckning | Motsvarighet i svenska armén |
| -------- | ---------------- | -------------- | ---------------------------- |
| OF5      | Ofursti          |                | Överste                      |
| OF4      | Undirofursti     |                | Överstelöjtnant              |
| OF3      | Majór            |                | Major                        |
| OF2      | Kapteinn         |                | Kapten                       |
| OF1      | Liðsforingi      |                | Löjtnant                     |
| OF1      | Undirliðsforingi |                | Fänrik                       |
| OR6      | Flokksstjóri 1   |                | Förste sergeant              |
| OR5      | Flokksstjóri 2   |                | Sergeant                     |
| OR4      | Korporáll        |                | Korpral                      |
| OR1      | Óbreyttur        |                | Menig                        |